# 사랑의 시작
《사랑의 시작》은 한국방송공사 1TV 특집드라마이다.

## 기획의도
원폭 피해자 여성의 애절하고 기적 같은 사랑을 그린 드라마

## 제작진
- 극본 : 박수복
- 연출 : 이유황

## 출연진
- 김봉조
- 김성겸
- 김영애 : 유순주 역
- 반효정
- 안영주
- 이신재